# Richard Popkin
Richard Henry Popkin (27 décembre 1923 - 14 avril 2005) est un philosophe universitaire américain spécialisé dans l'histoire de la philosophie des Lumières et de l'antidogmatisme moderne. Son ouvrage majeur de 1960, L’histoire du scepticisme d’Érasme à Descartes, a souligné l’influence jusque-là méconnue sur la pensée occidentale au XVIIe siècle du scepticisme pyrrhonien de Sextus Empiricus. Popkin était également un spécialiste du millénarisme chrétien et du messianisme juif de renommée internationale.

## Biographie

### Famille
Richard Popkin naît à Manhattan en 1923. Il est le fils de Louis Popkin et de l’autrice Zelda Popkin, qui dirigeaient ensemble une petite entreprise de relations publiques. En 1944, il épouse Juliette Greenstone ; ensemble, ils ont trois enfants : l’historien Jeremy Popkin, enseignant à l'Université du Kentucky (né en 1948), Susan Popkin (née en 1961), et Margaret Popkin (1950-2005). Cette dernière était une éminente avocate et militante des droits civils, connue notamment pour son travail au Salvador pendant la guerre civile des années 1980.
Richard Popkin passe ses dernières années à Pacific Palisades, en Californie. Il meurt d'emphysème à Los Angeles en avril 2005. Ses documents personnels sont conservés à la bibliothèque William Andrews Clark Memorial à l'UCLA.

### Carrière universitaire

#### Enseignement
En 1950, il obtient son doctorat à l'Université Columbia. Il enseigne ensuite dans plusieurs grandes universités américaines, notamment à l'Université du Connecticut, l'Université de l'Iowa, l'Université de Californie à San Diego, à l'Université Washington à Saint-Louis et à l'Université de Californie à Los Angeles. Il a été professeur invité à l'Université de Californie à Berkeley, à l'Université Brandeis, à l'Université Duke, à l'Université Emory et à l'Université de Tel Aviv, et a été professeur émérite à la City University de New York.

#### Création des Archives internationales de l'Histoire des idées
En 1963, Popkin fonde avec le philosophe français Paul Dibon les Archives internationales de l'Histoire des idées. Leur objectif est de publier une collection d'ouvrages savants sur l'histoire des idées au sens le plus large du terme, couvrant l'histoire de la philosophie, des sciences, de la pensée politique et religieuse et d'autres domaines de l'histoire intellectuelle, de la Renaissance au XIXe siècle. Les Archives internationales d'histoire des idées publient, éditent et traduisent des sources inconnues jusqu'à présent ou indisponibles, et publient de nouvelles recherches en histoire intellectuelle, et de nouvelles approches dans le domaine.

#### Honneurs, prix et récompenses
Popkin a reçu la médaille Nicholas Murray Butler de l'Université Columbia, qui récompense une contribution remarquable en philosophie ou en théorie de l'éducation, en pratique ou en administration. Popkin a été membre de l’Académie américaine des arts et des sciences. Il a également été président émérite et rédacteur en chef du Journal of the History of Philosophy, qu’il a lui-même créé en 1957.

## Travaux de recherche

### Apports divers
Popkin a publié de nombreux manuels de philosophie, certains avec Avrum Stroll. Il a édité et traduit plusieurs extraits du Dictionnaire historique et critique de Pierre Bayle (1965). Son dernier livre, Disputing Christianity (2007), a été achevé à titre posthume par son fils Jeremy.

### L'œuvre d'une vie:l'Histoire du scepticisme
Popkin commence son Histoire du scepticisme en 1960, et la remaniera sans cesse jusqu'à sa version définitive, en 2003, seulement deux ans avant sa mort. Alors que les sceptiques ont longtemps eu une place restreinte dans l'histoire de la philosophie, Popkin décide de montrer leur influence considérable sur la pensée philosophique européenne, partant des humanistes de la Renaissance jusqu'à Bayle, Berkeley et Hume, en passant par Montaigne, Descartes, Pascal, Hobbes, et surtout Spinoza. Popkin opère un renversement de perspective complet, montrant que le scepticisme est omniprésent tant dans la pensée intellectuelle que dans la spiritualité des Européens : « Le soupçon que la vérité ne soit qu’un mirage, la peur panique que la foi, la science, la politique, la philosophie même ne tiennent plus, sombrent dans le vide, s’écroulent sans relève, ce fil rouge relie la longue diversité des systèmes ». Avec beaucoup d'érudition et un travail monumental de recherche qui s'étale sur quarante ans, Popkin relie l'histoire de la philosophie occidentale au prisme de l'influence du scepticisme, éclairant différemment les grands classiques des penseurs européens. La première version de son Histoire du scepticisme est publiée en 1960 aux États-Unis, et couvre une période allant d'Érasme à Descartes. Il élargit progressivement son champ de recherche, et prolonge son enquête jusqu'à Spinoza dans la nouvelle édition de 1979, laquelle est traduite et publiée en français aux éditions PUF en 1995. La dernière version de son œuvre, parue en 2003, gigantesque et très érudite, va finalement de Savonarole à Pierre Bayle, et est publiée en français aux éditions Agone en 2019, encore enrichie par rapport à la dernière édition anglais de trois articles sur le XVIIIe siècle rédigés par Popkin tout au long de sa carrière. À l’occasion de la parution de cette édition française de l'Histoire du scepticisme a eu lieu à l'Université d'Aix-Marseille un colloque, Figures du scepticisme, où est intervenu le fils de Popkin, Jeremy D. Popkin, historien à l'Université du Kentucky, à propos du contexte d'élaboration et d'écriture de l'œuvre monumentale de son père.